# A Colour Symphony
A Colour Symphony, op. 24, F. 106, va ser escrit per Arthur Bliss el 1921–1922. Va ser la seva primera obra important per a orquestra, i és avui una de les seves composicions més conegudes.

## Orquestració
La simfonia està escrita per a 3 flautes (una doblant amb flautí), 2 oboès, corn anglès, 2 clarinets, clarinet baix, 2 fagots, contrafagot, 4 trompes, 3 trompetes, 3 trombons, tuba, 2 timbalistes, plats, 2 arpes i cordes.

## Història
A Color Symphony va ser escrita per ser interpretada al Three Choirs Festival, celebrat el 1922 a Gloucester, per invitació de Sir Edward Elgar, qui també va convidar Herbert Howells i Eugene Goossens a escriure una peça cadascun. Howells va escriure Sine Nomine per a cor sense paraules, que no va rebre la seva segona actuació fins al seu centenari 70 anys més tard, el 1992. Goossens va escriure una peça anomenada Silenci per a cor i orquestra. La pròpia contribució d'Elgar va ser la seva orquestració de Fantasia i fuga en do menor de Johann Sebastian Bach.
Bliss va decidir escriure una simfonia, però al principi no estava decidit quin seria el tema o el caràcter de l'obra. No va poder començar durant unes setmanes. Un dia, per casualitat, es va trobar amb un llibre d'⁣heràldica en el qual llegia els significats simbòlics adherits a determinats colors; això li va donar la idea d'escriure una obra sobre els colors. Va intentar donar a cada moviment un caràcter corresponent a aquests significats, però sense intentar representar els mateixos colors. Bliss va dedicar la simfonia al director Adrian Boult.
La primera actuació, amb la London Symphony Orchestra, a la catedral de Gloucester el 7 de setembre de 1922, va ser dirigida pel compositor. Al principi no va tenir bona acollida, per una mala preparació. L'obra utilitza una gran orquestra, però la plataforma estava tan ocupada amb el cor requerit per a altres obres que també es representaven, que es van haver d'ometre diversos instruments. Elgar hi va assistir, però el va trobar "desconcertantment modern". No obstant això, va entrar al repertori i s'ha gravat diverses vegades, tot i que ara és un visitant poc freqüent a les plataformes de concerts.